# Проспект Шевченка (Кам'янське)
Проспект Тараса Шевченка — центральна вулиця Кам'янського, розташована у центральній історичній місцевості Нові Плани у Заводському районі міста.
Проспект Шевченка бере початок від проспекту Свободи, прямує на захід у сторону Черемушек, перетинає проспект Аношкіна. Довжина — 1700 метрів.
На проспекті розташовані ЦУМ, Кам'янська мерія.
Вулицею ходять трамваї:
- № 1 - з Черьомушек до ДМЗ через весь проспект,
- № 4 - з Романкове на станцію Правда й Кам'янський коксохімичний завод від перехрестя зі Спортивною вулицею до перехрестя з проспектом Свободи.

## Історія
З розбудовою Нових Планів з'явилася Кладовищенська вулиця, що стала південною межею Нових Планів. Свою початкову назву вулиця отримала від двох кладовищ, між якими вона пролягала: у Новобазарної вулиці, що тепер розташоване у дворі «будинку за шпилем», та сучасному Міському парку культури і відпочинку.
Більшовицька радянська влада перейменувала вулицю на честь кам'янського більшовика Федора Прокоповича Сировця, який загинув від денікінців.
19 лютого 2016 року вулиця Сировця була перейменована на проспект Тараса Шевченка.

## Будівлі
- № 7 — супермаркети «Varus» і «Конфі»
- № 8 — школа «Коллегіум-16»
- № 9 — ЦУМ — Центральний універсальний магазин
- Міський парк культури та відпочинку
- (площа Петра Калнишевського, 2) — Кам'янська міська рада

## Перехресні вулиці
- майдан Героїв
- проспект Свободи
- вулиця Сергія Воробйова
- вулиця Галини Романової
- вулиця Роберта Лісовського
- площа Петра Калнишевського
- Медична вулиця
- вулиця Героїв Рятувальників
- Спортивна вулиця
- вулиця Архітектурна
- проспект Відродження
- проспект Василя Стуса